# Stopplaats 's Gravenschans
 's Gravenschans (geografische afkorting Gsch) was een stopplaats aan de Woldjerspoorweg tussen Groningen en Weiwerd. De stopplaats was geopend van 1 juli 1929 tot 5 mei 1941.
0: Groningen ·
5: Roodehaan ·
7: Engelbert ·
9: Bieleveldslaan ·
10: Harkstede-Scharmer ·
15: Kolham ·
17: Froombosch ·
19: 's Gravenschans ·
20: Slochteren ·
22: Wijgchelsheim ·
23: Schildwolde-Hellum ·
25: Zandelaan ·
26: Siddeburen ·
27: Leentjerweg ·
32: Tjugchem-Meedhuizen ·
37: Weiwerd
Appingedam · 
Bad Nieuweschans ·
Baflo · 
Bedum · 
Delfzijl · 
-West · 
Eemshaven ·
Grijpskerk · 
Groningen · 
-Europapark ·
-Noord ·
Haren · 
Hoogezand-Sappemeer · 
Kropswolde · 
Loppersum · 
Martenshoek · 
Roodeschool · 
Sauwerd · 
Scheemda · 
Stedum · 
Uithuizen · 
Uithuizermeeden · 
Usquert · 
Veendam · 
Warffum · 
Winschoten · 
Winsum · 
Zuidbroek · 
Zuidhorn
Voormalige stations: zie de lijst van voormalige spoorwegstations in Groningen